# Liste der Bodendenkmäler in Rechtenbach
Auf dieser Seite sind die Bodendenkmäler in der unterfränkischen Gemeinde Rechtenbach zusammengestellt. Diese Tabelle ist eine Teilliste der Liste der Bodendenkmäler in Bayern. Grundlage ist die Bayerische Denkmalliste, die auf Basis des Bayerischen Denkmalschutzgesetzes vom 1. Oktober 1973 erstmals erstellt wurde und seither durch das Bayerische Landesamt für Denkmalpflege geführt wird. Die folgenden Angaben ersetzen nicht die rechtsverbindliche Auskunft der Denkmalschutzbehörde.

## Bodendenkmäler der Gemeinde Rechtenbach

### Bodendenkmäler in der Gemarkung Rechtenbach
| Lage                   | Objekt | Akten-Nr.     | Bild |
| ---------------------- | --- | ------------- | ---- |
| Rechtenbach (Standort) | Frühneuzeitliche Glashütte.                                                                                     | D-6-6023-0032 |      |
| Rechtenbach (Standort) | Frühneuzeitliche Glashütte.                                                                                     | D-6-6023-0033 |      |
| Rechtenbach (Standort) | Befunde der frühen Neuzeit im Bereich der ehemalige Katholischen Pfarrkirche Mariä Heimsuchung von Rechtenbach. | D-6-6023-0068 |      |